# Maritta Bauerschmidt
Maritta Bauerschmidt, po mężu Grießig (ur. 23 marca 1950 w Waldheimie) – niemiecka gimnastyczka sportowa reprezentująca NRD. Brązowa medalistka olimpijska z Meksyku (1968) w wieloboju drużynowym.

## Osiągnięcia

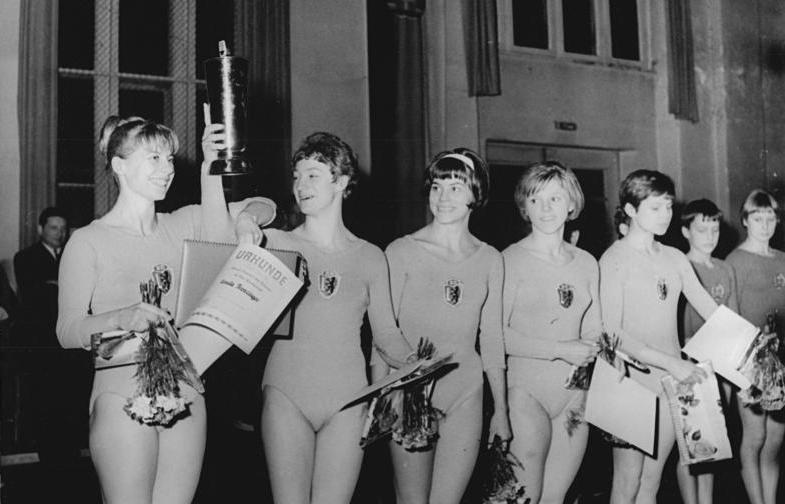
Reprezentacja NRD (1966)

| Rok                   | Zawody                | Konkurencja           | Konkurencja           | Konkurencja           | Konkurencja           | Konkurencja           | Konkurencja           |
| Rok                   | Zawody                | VT                    | UB                    | BB                    | FX                    | AA                    | Team                  |
| Zawody międzynarodowe | Zawody międzynarodowe | Zawody międzynarodowe | Zawody międzynarodowe | Zawody międzynarodowe | Zawody międzynarodowe | Zawody międzynarodowe | Zawody międzynarodowe |
| --------------------- | --------------------- | --------------------- | --------------------- | --------------------- | --------------------- | --------------------- | --------------------- |
| 1968                  | Igrzyska olimpijskie  | 17T QR                | 17T QR                | 8 QR                  | 17T QR                | 12                    | 3                     |